# 对应状态原理
对应状态原理是物理化学中的概念，最早由约翰内斯·范德瓦耳斯在1873年提出，内容是：
对于不同的气体，如果有两个对比参数（压力、体积、温度）相同，则第三个对比参数必定大致相同。此时称这些气体处于相同的对应状态。
对比参数是基于临界点参数、通过将气体的 {\displaystyle \ p,\ V_{m},\ T} 分别除以相应的临界参数而得到的数值，即：
{\displaystyle \ p_{r}={\frac {p}{p_{c}}}\qquad V_{r}={\frac {V_{m}}{V_{m,c}}}\qquad T_{r}={\frac {T}{T_{c}}}}
使用临界点为参照，是因为各种真实气体在临界点时都有一共同性质，即该处的饱和蒸气与饱和液体是没有分别的。将上式代入范德瓦耳斯方程再将范德瓦耳斯常数与临界参数的关系代入，可得普遍化范德瓦耳斯方程：
{\displaystyle \ p_{r}={\frac {8T_{r}}{3V_{r}-1}}-{\frac {3}{V_{r}^{2}}}}
之所以称它具普遍性，是因为式中不再含有与气体性质相关的常数 {\displaystyle \ a,\ b}。不过上式中，气体的性质实际上是隐含在对比状态参数中，因此实际上上式与范德瓦耳斯方程相比并没有在准确性上有所提高。
另外，将对应参数与压缩因子相结合，还可以得到：
{\displaystyle \ Z={\frac {pV_{m}}{RT}}={\frac {p_{c}V_{m,c}}{RT_{c}}}\times {\frac {p_{r}V_{r}}{T_{r}}}=Z_{c}{\frac {p_{r}V_{r}}{T_{r}}}}
由于多数气体的压缩因子值相差不大，因此上式意味着处在相同的对应状态的气体，其压缩因子值相近。换而言之，各种气体处在偏离临界态程度相同的状态时，它们偏离理想气体的程度也相同(或相似)。